# Dominique Plihon
Dominique Plihon est un universitaire et économiste français rattaché au courant théorique de l'école de la régulation. Il a été professeur à l'Université Sorbonne Paris Nord de 1992 à 2013. Militant altermondialiste, il a été porte-parole d'Attac France de 2013 à 2019 après avoir été président de son conseil scientifique. Il est membre des économistes atterrés.

## Parcours
Né en 1946, Dominique Plihon a obtenu le diplôme de l'Institut d'études politiques de Paris en 1969. En 1970, il est parti travailler aux États-Unis où il a produit et soutenu un doctorat en économie financière en 1974 à l'université de New York. Après avoir travaillé pour la Banque de France de 1974 à 1983, puis pour le Commissariat général du Plan jusqu'en 1988. Il est ensuite reçu à l’agrégation de sciences économiques, et devient professeur à l'université Sorbonne Paris Nord.

## Activités universitaires et académiques
Dominique Plihon a été enseignant-chercheur de 1992 à 2013 à l’Université Sorbonne Paris Nord. Il a dirigé notamment au sein du Centre d'économie de l'université de Paris Nord (CEPN) le pôle spécialisé en économie financière et fut directeur de l’ École doctorale Érasme de 2009 à 2012. Dans ce cadre, il a encadré une succession de thésards en sciences économiques sur les thèmes de la banque, des institutions monétaires et des institutions financières, plus généralement.
Il a été nommé au Conseil d'analyse économique en 2001 sous le gouvernement de Lionel Jospin et en a démissionné en 2002 lorsque Jean-Pierre Raffarin fut nommé premier ministre. 
Il participe au conseil de rédaction du mensuel Alternatives économiques, a été corédacteur en chef de la revue Économie internationale du CEPII de 2001 à 2005 et publie régulièrement des articles dans l'hebdomadaire Politis. Il participe régulièrement à l'émission de Dominique Rousset L'Économie en question sur France Culture.

## Engagements politique et militants
Après avoir longtemps milité à la CFDT et au PSU, et en particulier au sein de sa commission internationale animée longtemps par Gus Massiah, laquelle a donné naissance au CEDETIM, il s’est investi après 1998 dans l’organisation altermondialiste Attac. 
Il participe activement depuis 1999 à son conseil scientifique que présidait alors René Passet. Quand ce dernier s'est retiré en 2002, c'est sur sa demande qu'il lui a succédé à la présidence de cette instance essentielle de Attac. Plus généralement, il a participé régulièrement à la majorité des Universités d'été qu'organise Attac-France ainsi qu'à toutes les Universités européennes qu'ont organisé successivement les différentes organisations Attac implantées en Europe.
À partir de 2013, il est élu puis réélu en 2016 et 2019 à son conseil d'administration. Il est alors désigné, à deux reprises, comme un des trois porte-paroles officiels de l'organisation. 
Sur le plan de la discipline économique, il est engagé depuis sa fondation, en 2011, dans l'organisation des économistes atterrés. Il est élu, en 2012, membre de son conseil d'administration.

## Prises de position
Dans l'organisation altermondialiste, Dominique Plihon se caractérise par des positions pragmatiques, même si sa critique du capitalisme financiarisé est sans concession. Acceptant le caractère durable  des diverses instances capitalistes, il cherche à mieux en orienter la régulation afin d'atténuer les conséquences négatives de leurs activités. La revue Alternatives économiques présente ainsi ses positions : "il s’est intéressé au rôle des systèmes monétaires et financiers, à celui des  acteurs privés (banques et fonds de pension), ainsi qu’à leur responsabilité dans la faiblesse de l’investissement productif et le creusement des inégalités.  Pour lui, la réforme de ce système passe par un nouveau gouvernement d’entreprise, mais aussi, plus globalement, par des régulations renforcées de la  finance internationale."

## Principales publications
- « Une réforme bancaire qui enchante les banquiers : Réglementer la finance, une forfanterie sans suite », Le Monde diplomatique,‎ mars 2013 (lire en ligne)
- La Monnaie et ses mécanismes, La Découverte, coll. « Repères », no 295, 2001, puis 5e édition, 2008.
- Les Taux de change, La Découverte, coll. « Repères », no 103, 2001, puis 4e édition, 2006.
- Les banques, acteurs de la globalisation financière, en collaboration avec Couppey-Soubeyran et D. Saïdane, La Documentation Française, 2006.
- Rapport pour le Conseil d'Analyse Economique : Les crises financières, en collaboration avec Robert Boyer et Mario Dehove, La Documentation Française, 2004.
- Le Nouveau Capitalisme, Flammarion, coll. « Dominos », 2001, puis 2e édition, 2004.
- Les Banques, nouveaux enjeux, nouvelles stratégies, La Documentation française, Paris, 1999.